# Elke Zimmermann (Politikerin)

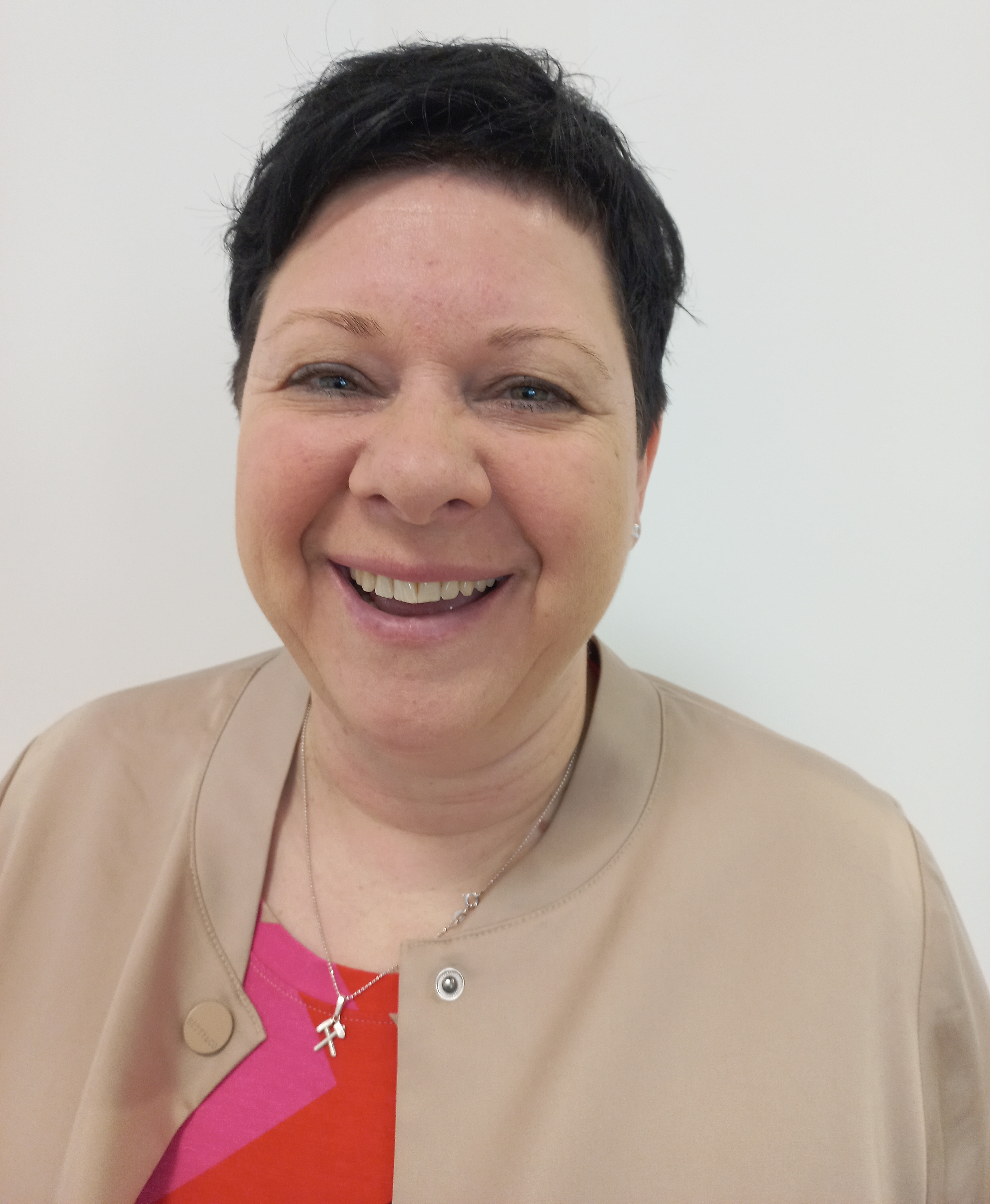
Elke Zimmermann (2024)

Elke Zimmermann (* 18. Oktober 1973 in Bludenz) ist eine österreichische Politikerin (SPÖ). Zimmermann ist seit 6. November 2019 Abgeordnete zum Vorarlberger Landtag.

## Werdegang
Elke Zimmermann ist beruflich als Diplomierte Kinder- und Säuglingsschwester am Landeskrankenhaus Bludenz tätig, wo sie zuletzt freigestellte Vorsitzende des Betriebsrats war. Zudem ist sie seit Dezember 2014 Aufsichtsratsmitglied in der Vorarlberger Krankenhaus-Betriebsgesellschaft, der öffentlichen Krankenhausbetriebsgesellschaft des Landes Vorarlberg. Politisch ist Zimmermann für die Sozialdemokraten Mitglied des Gemeindevorstands ihrer Heimatgemeinde Bürs, seit 2011 Stellvertreterin des Landesparteivorsitzenden, Mitglied im Landesparteivorstand der SPÖ Vorarlberg und seit 2017 Bezirksparteiobfrau der SPÖ im Bezirk Bludenz. In der Gewerkschaft ist Elke Zimmermann erste stellvertretende Vorsitzende der Fraktion Sozialdemokratischer GewerkschafterInnen in der younion _ Die Daseinsgewerkschaft.
Bei der Landtagswahl in Vorarlberg 2019 kandidierte Elke Zimmermann landesweit auf dem vierten Listenplatz der SPÖ Vorarlberg. Nachdem die SPÖ bei der Wahl leicht dazugewinnen konnte und damit ein Mandat mehr erreichte als bei der vorangegangenen Landtagswahl 2014, zog Elke Zimmermann auf diesem vierten SPÖ-Mandat in den Landtag ein. Sie wurde in der konstituierenden Sitzung des Landtags der 31. Legislaturperiode am 6. November 2019 als Abgeordnete angelobt.